# Општина Бањаса (Ђурђу)
Бањаса (рум. Băneasa) општина је у Румунији у округу Ђурђу.
Oпштина се налази на надморској висини од 15 m.